# 15 Komenda Odcinka Międzyzdroje
15 Komenda Odcinka Międzyzdroje – samodzielny pododdział Wojsk Ochrony Pogranicza.

## Formowanie i zmiany organizacyjne
15 Komenda Odcinka sformowana została w 1945 w strukturze organizacyjnej 3 Oddziału Ochrony Pogranicza. Rozkaz organizacyjny nr 1 Wydziału WOP z 16 października 1945 o rozlokowaniu 3 Oddziału WOP pierwotnie zakładał rozmieszczenie 15 komendantury w Wolinie. Jednak ze względu na olbrzymie zniszczenia, zdecydowano komendanturę rozwinąć w Międzyzdrojach. We wrześniu 1946 odcinek wszedł w skład Bałtyckiego Oddziału WOP nr 4.
Rozkaz organizacyjny szefa Departamentu WOP nr 013 z 21 marca 1947 nakazywał przenieść komendę odcinka nr 15 Międzyzdroje z 4 Oddziału do 3 Oddziału z miejscem postoju Wołyń, a strażnicę 75 Wołyń do Międzyzdrojów.
W 1948, na bazie 15 Komendy Odcinka sformowano Samodzielny Batalion Ochrony Pogranicza nr 46.

## Struktura organizacyjna
- dowództwo, sztab i pododdziały przysztabowe - Międzyzdroje[5]
  - strażnica nr 71 – Karsibór
  - strażnica nr 72 – Świnoujście
  - strażnica nr 73 – Przytór
  - strażnica nr 74 – Lubin
  - strażnica nr 75 – Wolin

## Komendanci odcinka
- mjr Edward Helman (był 10.1946)[c].
- kpt. Adam Broda (1947 – ?)